# Paul Rusch
Paul Rusch (* 3. Dezember 1899 in Mülheim an der Ruhr; † 26. Juli 1970 in Berlin) war ein deutscher Fußballfunktionär des Verbandes Berliner Ballspielvereine (VBB).
Rusch wuchs in Gelsenkirchen auf und lernte den Beruf des Drehers. Hier wurde er zum Gewerkschaftssekretär und kam in dieser Funktion 1919 nach Berlin.
Seine Fußballerlaufbahn begann er beim VfB Speldorf und ging anschließend zu Viktoria Recklinghausen. Nach dem Umzug nach Berlin schloss er sich 1919 dem SV Helios im Wedding an, musste aber seine Spieleraktivität nach einem Unterschenkelbruch 1926 einstellen. Bereits 1925 wurde er zum Vorsitzenden des VBB-Nordkreises berufen. Nach der Unterbrechung während des Nationalsozialismus' wurde er 1947 Stellvertreter von Richard Genthe und war von 1949 bis 1970 Vorsitzender des Verbandes Berliner Ballspielvereine (heutiger BFV).
Im April 1970 wurde er mit dem Bundesverdienstkreuz 1. Klasse ausgezeichnet. 
Posthum wurde nach ihm mit der Saison 1970/71 und bis zur Spielzeit 2003/04 der Berliner Fußball-Landespokal sowie später die Paul-Rusch-Sportanlage in der Gropiusstadt benannt.